# Clinocera trunca
Clinocera trunca är en tvåvingeart som beskrevs av Axel Leonard Melander 1927. Clinocera trunca ingår i släktet Clinocera och familjen dansflugor. Inga underarter finns listade i Catalogue of Life.